# Габи Еспино
Габи Еспино (на испански: Gaby Espino) е венецуелска актриса, родена в Каракас, Венецуела на 15 ноември 1977 г.

## Биография
Баща и е бил инженер химик, а майка и се е посветила на рекламата. Като малка Габи е искала да стане ветеринар. Започва да учи медицина, но се отказва и от тази професия. Сред това учи одонтология, но е неудовлетворена и за това се насочва към рекламата. Тренирала е лека атлетика, плуване и тенис. Вземала е уроци по джаз и степ. Учила е в девически колеж.

## Актьорска кариера
На 17 години става водеща на младежко предаване. Работи и като модел. Снима се за марки като: „Пепси кола“, „Нестле“, както и за различни марки дрехи, обувки, шоколади, дъвки, бански костюми, дънки. Лице е на марката шампоани „Пантен“ в Латинска Америка. Първите си роли получава във венесуелски теленовели – в „От все сърце“ и „Такъв е животът“. Първата главна роля идва с теленовелата „В плен на любовта“. С тази роля става известна не само във Венецуела, но и в цяла Латинска Америка, също и в САЩ.
Следват главни роли в теленовелите „Войната на жените“ (2001), „Жените Гонсалес“ (2002). Участва в теленовелата „Ребека“ през 2003 г. заедно с Мариана Сеоане и Рикардо Аламо. През 2004 г. отново играе главна роля в теленовелата „Наричаха я Луна“ През следващата година си партнира с Рафаел Новоа в теленовелата „Да срещнеш приказния принц“. Участва в игралния филм „Жената на брат ми“ заедно с Барбара Мори, Маноло Кардона и Кристиян Мейер. През 2006 г. идва поредната главна роля в продукцията на Телевиса – „Свят на хищници“. Следва роля в теленовелата „Без свян“ на компания Телемундо. През 2009 г. изиграва ролята на Мариана Андраде де Монтиел в новелата „Лицето на другата“ преди да катастрофира и да бъде оперирана, но после участва като Аналия в последния епизод на продукцията. Превъплъщава се в красивата адвокатка Мануела Давила в теленовелата „Дявол с ангелско сърце“. Там отново изпълнява главна роля и си партнира с актьори като Жанкарлос Канела, Карла Монрой, Мигел Варони и Хорхе Луис Пила. Други теленовели с нейно участие са „Око за око“ и „Сладко горчиво“. През 2013 г. отново участва с главна роля в новелата „Света дяволица“. Там си партнира с Аарон Диас, Карлос Понсе, Уанда Д'Исидоро и Химена Дуке.
Актрисата се изявява и като водеща. През 2012, 2013 и 2014 година води наградите на Телемундо – „Premios tu mundo“, като ѝ партнират актьорите Рафаел Амая и Аарон Диас, съответно. През 2014 г. е водеща на предаването „Buscando mi ritmo“, а освен него води и „Studio Movie Plus“, предаване, което се излъчва на всяка рекламна пауза, за по 3 минути и представя едни от най-известните холивудски продукции зад кадър. Партнира ѝ актьора Гонсало Гарсия Виванко.

## Личен живот
Най-дълга връзка е имала с актьора Хуан Алфонсо Баптиста. След това се сгодява за кратко с модела Раул Оливо. След раздялата ѝ с модела започват слухове, че е влюбена в Пабло Монтеро с когото играе в теленовелата „Ребека“. На 14 юни 2007 г. се омъжва за Кристобал Ландер от когото има дъщеря Ориана. През 2010 г. се развежда. Започва връзка с актьора Жанкарлос Канела с когото си партнира в теленовелата „Дявол с ангелско сърце“. От връзката си с него има син Николас. През 2014 г. двамата решават да се разделят, като в името на децата си остават в добри приятелски отношения.

## Награди
За теленовелата „В плен на любовта“ получава награди за „Най-добра изпълнителка на главна женска роля“, „Най-добра млада актриса“ и за „Женско лице на телевизията“. Получава и награда за „Най-добра чуждестранна изпълнителка на главна роля“. Получава награда за „Най-добра млада актриса“ за ролята в теленовелата „Любов при пълнолуние“. Най-много признания получава за ролята си във „Войната на жените“. Номинирана е на наградите Premios Tu Mundo 2013 в категорията „Аз съм секси и знам това“. През 2014 г. на третото издание на Premios Tu Mundo печели награди в категориите „Перфектната двойка“ с Карлос Понсе и „Любима актриса в главна роля“ за ролята си на Санта Мартинес в теленовелата „Света дяволица“, която става „Теленовела на годината“ и печели в най-много категории на наградите.

## Филмография

### Теленовели
- Съдбата на Лоли (La suerte de Loli) (2021) – Паулина Кастро
- Бети в Ню Йорк (Betty en NY) (2019) – Себе си
- Света дяволица (Santa Diabla) (2013) – Санта Мартинес/Аманда Браун
- Сладко-горчиво (Dulce Amargo) (2012)
- Око за око (Ojo por ojo) (2010/11) – Алина де Монсалве
- Дявол с ангелско сърце (Más sabe el Diablo) (2009) – Мануела Давила
- Лицето на другата (El rostro de Analía) (2008/09) – Ана Лусия „Аналия“ Монкада/Мариана Андраде де Монтиел
- Без свян (Sin Vergüenza) (2007) – Рената
- Свят на хищници (Mundo de fieras) (2006) – Мария Анхела
- Да срещнеш приказния принц (Se solicita principe azul) (2005) – Мария Карлота Ривас
- Наричаха я Луна (Luna, la heredera) (2004) – Луна Мендоса
- Ребека (Rebeca) (2003) – Принцеса Исагире Сабалета
- Женски войни (Guerra de mujeres) (2001) – Юбири Гамбоа
- Любов по пълнолуние (Amantes de luna llena) (2000) – Абрил Карденас
- Семейство Гонсалес (Las González) (2000) – Алели Гонсалес
- В плен на любовта (Enamorada) (1999) – Ивана
- От все сърце (A todo corazón) (1997) – Наталия

### Филми
- Elipsis (2006) – Леонора Дуке
- Жената на брат ми (La mujer de mi hermano) (2005) – Лаура